# Toetreding van Myanmar tot ASEAN
De toetreding van Myanmar tot ASEAN in 1997 ging niet zonder enig protest van de internationale gemeenschap. ASEAN (Association of Southeast Asian Nations) was van mening dat ieder land, ongeacht hun staatsstructuur, moest kunnen toetreden tot de organisatie. De Europese Unie en de Verenigde Staten waren sterk gekant tegen onderhandelingen tussen ASEAN en het militaristische Myanmar.
ASEAN had sinds haar oprichting het voornemen alle tien Zuidoost-Aziatische landen te verenigen. De steeds verder evoluerende samenwerking zou dan zelf democratische structuren stimuleren. Zo trad Vietnam in 1995 toe tot ASEAN, alsook Laos in 1997 en Cambodja in 1999. Myanmar's toetreding ging echter gepaard met enkele struikelblokken. Met name de Verenigde Staten en de Europese Unie waren sterk gekant tegen onderhandelingen met het militaire regime van Myanmar. Een toetreding van Myanmar tot ASEAN was in de ogen van het Westen onaanvaardbaar. De toetreding zou de positie van dat militair regime alleen maar versterken en zou het legitimiteit verschaffen.
ASEAN zat tussen twee vuren. Het wilde haar doelstellingen verwezenlijken: een verenigd en samenwerkend Zuidoost-Azië. Maar op hetzelfde moment wilde het haar relaties met het Westen niet doen verslechten.
Vanuit economisch standpunt was het evenwel logisch voor ASEAN om Myanmar te laten toetreden. Myanmar was er economisch beter aan toe dan Laos of Cambodja. Ze hadden de financiën om ambassades op te richten in ASEAN-landen, gezantschappen uit te sturen en ASEAN-vergaderingen te organiseren. Bovendien beschikten ze over een arsenaal goed opgeleide Engelstalige ambtenaren en voldeden ze aan de vereisten voor het oprichten van de ASEAN-vrijhandelszone (ASEAN Free Trade Area, AFTA).
De Europese Unie en de Verenigde Staten hielden echter voet bij stuk en bleven zich verzetten tegen de toetreding van Myanmar. Ze weigerden aan tafel te gaan zitten met het militair regime en drongen aan op een economische boycot, mede op aanvraag van Daw Aung San Suu Kyi. Zij was laureaat van de Nobelprijs voor de Vrede en tevens voorzitster van de politieke partij de Nationale Liga voor Democratie. Ze werd onder huisarrest geplaatst door het militair regime.
Uiteindelijk trad Myanmar toch toe tot ASEAN in 1997.